# Оланчо
Оланчо (на испански: Olancho) е един от 18-те департамента на централноамериканската държава Хондурас. Населението му е 537 306 жители (приб. оц. 2015 г.), а общата му площ e 24 351 км².

## Общини
Департаментът се състои от 23 общини, някои от тях са:
1. Конкордия
2. Манто
3. Патука
4. Сан Естебан
5. Санта Мария де Реал
6. Силка